# NVSA
NVSA, New Vehicle Security Assessment är en teknisk norm och metod för analys, värdering och premiering av stöld- och inbrottsskydd på personbilar. Perioden 2008-2020 testade och graderade försäkringsbranschen i Sverige med hjälp av NVSA-normen nya bilmodeller på den svenska marknaden. Resultaten publicerades på en egen webbplats för NVSA.